# Lèpre au Japon

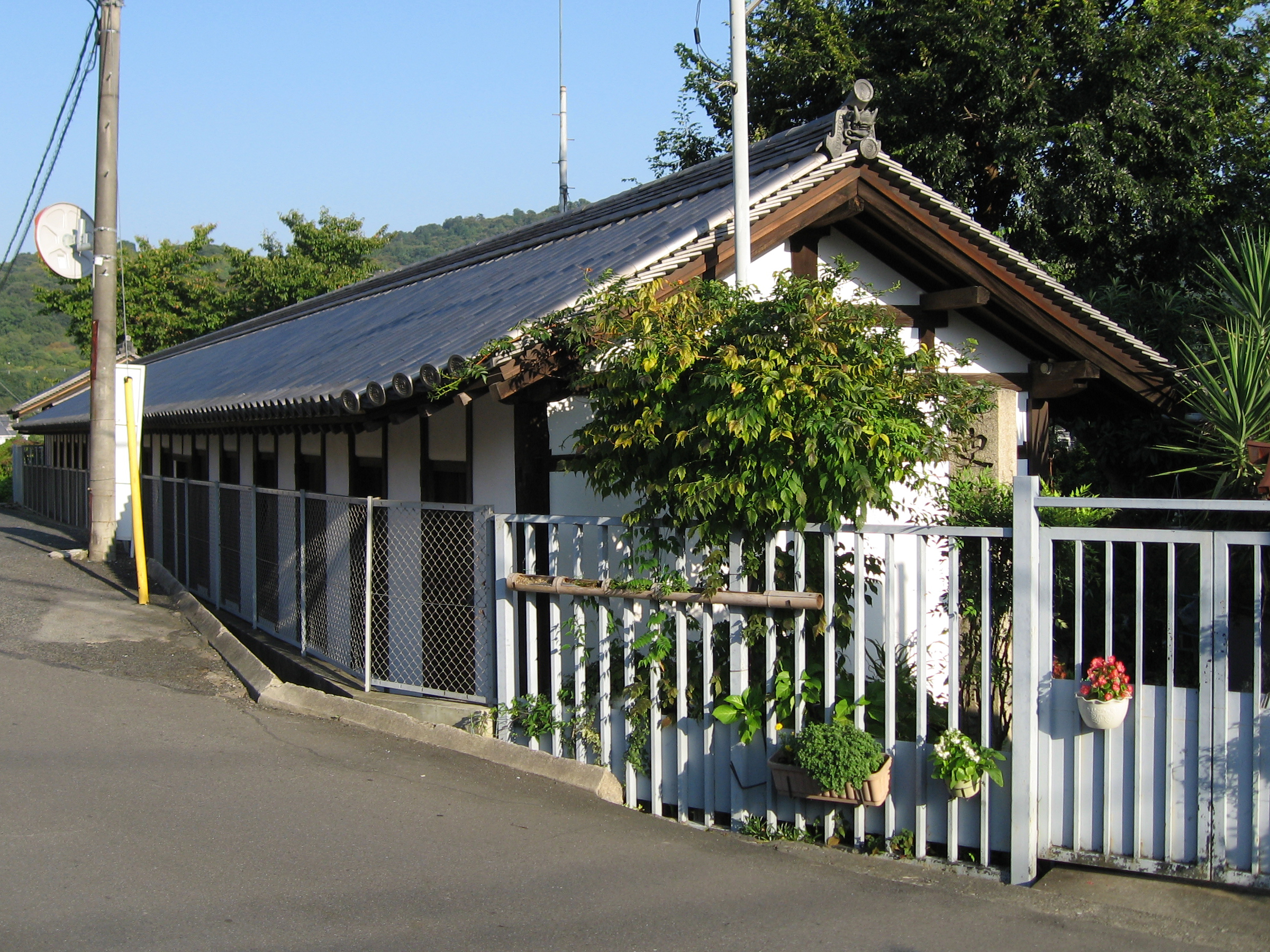
Kitayama-Jūhachikento à Nara. Une maison de charité du XI qui a accueilli des lépreux.

L'histoire de la lèpre au Japon est attestée depuis le VIIe siècle. Maladie incurable jusqu'au début du XXe siècle, l'exclusion des lépreux fut pendant longtemps la seule solution pour la combattre. En 2009, 2 600 anciens lépreux vivent dans 13 sanatoriums nationaux et deux hôpitaux privés au Japon. Leur âge moyen est de 80 ans. Il n'y a pas eu de malades de la lèpre japonais nouvellement diagnostiqués en 2005, mais un en 2006 et un en 2007.

## Histoire

### Diffusion de la lèpre et période médiévale
La lèpre est probablement arrivée au Japon depuis la Chine au VIe siècle. La maladie est décrite dès le VIIe siècle dans le Reinogige, commentaire d'un traité de jurisprudence. Une légende raconte d'ailleurs comment l'impératrice consort Komyo, pendant l'époque de Nara, lave un lépreux. L'arrivée en 1445 de la lèpre sur l'île de Cheju, en Corée, suggère que la maladie s'est diffusée par le sud.
Selon le léprologue Kensuke Mitsuda, la maladie est décrite en ces termes dans un commentaire juridique daté de 833, le Reigikai : « Elle est causée par un parasite qui mange cinq organes du corps. Les sourcils et les cils se détachent, et le nez est déformé. La maladie apporte enrouement, et nécessite des amputations des doigts et des orteils. Ne pas dormir avec les patients, car la maladie est transmissible à ceux qui sont à proximité ». Pour Mitsuda, cette affirmation trouve son origine dans le fait que la lèpre se trouve fréquemment associée à la gale, qui est effectivement une maladie très contagieuse. Les théories étiologiques concernant la lèpre au Japon ont été variables au fil des siècles. On a ainsi pu la considérer comme contagieuse, ou comme héréditaire et liée à un mauvais karma.
Avant l'ère Meiji, il n'y a cependant pas de ségrégation systématique des lépreux, contrairement à ce qui se fait en Europe. À l'époque médiévale, ils sont parfois considérés comme des parias et contraints de vivre à l'écart des principales zones d'habitation, devenant alors vagabonds ou constituant leurs propres communautés aux abords des temples et des sources thermales. Cette discrimination est renforcée par la religion, l'un des sutras du bouddhisme de Nichiren déclarant que « ceux qui ne respectent pas ce sutra subiront la lèpre à la prochaine étape de leur vie ».
Mais la notion de quarantaine qui justifie l'existence des grandes léproseries européennes n'apparaît pas au Japon, et les discriminations sont plutôt liées à la crainte d'épouser un membre d'une famille de lépreux. La situation des malades est variable : ils peuvent être soignés à domicile, plus ou moins cachés par leur famille ; au XIIIe siècle, le moine Ippen accepte des lépreux parmi ses disciples. Otani Yoshitsugu, un samouraï célèbre de l'ère Sengoku (1477-1573), a souffert de la lèpre. La maladie est considérée comme l'un des facteurs de sa défaite lors de la bataille de Sekigahara.
Pendant la période des premières missions catholiques au Japon, à la fin du XVIe siècle, les missionnaires construisent des établissements où ils traitent les lépreux. Leur action prend fin à partir de 1614, lorsque le shogunat Tokugawa interdit le catholicisme.

### Tournant de l'ère Meiji
Sous l'ère Meiji, le pouvoir revient du shogun à l'empereur et un gouvernement démocratique s'installe. À partir de 1871, la circulation entre les provinces se fait sans contrôle et les lépreux sont autorisés à se déplacer librement dans le pays. On assistera cette année-là à une convergence des lèpreux sur la route de Honmyō-ji, vers un temple réputé de Kumamoto dans la région de Kyushu, dans le but d'y obtenir la miséricorde. La première enquête nationale, menée en 1904, recense 30 359 lépreux. Ce chiffre est considéré comme largement sous-estimé, pour des raisons de méthodologie.
Le Japon a ouvert ses frontières aux occidentaux depuis les traités inégaux à partir de 1854. Contrairement aux Japonais pour qui la vision de lépreux mendiant dans les temples, les sanctuaires et autres lieux de rassemblement est banale, les Européens sont choqués par la situation. Le père Testevuide, missionnaire français parti pour le Japon en 1874, rassemble un groupe de malades qui vivent près d'un moulin à eau et en 1889, il ouvre la première léproserie du Japon. Son exemple sera suivi par Kate Youngman à Tokyo, Hannah Riddell et le père Corre à Kumamoto. En 1875, le Dr Masafumi Goto fonde l'hôpital Kihai à Tokyo, spécialement conçu pour traiter les patients atteints de la lèpre. Le Dr Goto et son fils, le Dr Masanao Goto, seront renommés pour leur traitement par balnéothérapie. À la demande du roi d'Hawaï, le Dr Masanao Goto se rendra là-bas pour enseigner sa méthode. La plupart des médecins japonais qui établissent des installations destinées aux lépreux abandonneront leur activité quand le gouvernement Meiji créera des sanatoriums publics à destination des lépreux.

#### La rencontre de 1905
Hannah Riddell établit l'hôpital Kaishun à Kumamoto en 1895. Pendant la guerre russo-japonaise, elle est en grande difficulté financière, les fonds en provenance d'Angleterre se raréfiant à cause des risques du trajet. Une rencontre importante se tient au Bankers Club, à Tokyo, à la fois pour lui venir en aide et pour parler du problème de la lèpre au Japon. Divers dirigeants, dont des représentants du gouvernement, des fonctionnaires et des journalistes, y sont conviés.
Le moment est propice : le gouvernement japonais commence à s'intéresser à la lèpre après avoir découvert que de nombreux appelés au service militaire en sont atteints, dans un contexte où le développement militaire est une préoccupation majeure. La rencontre est présidée par le vicomte Shibusawa, un grand industriel. Kensuke Mitsuda y insiste sur le caractère infectieux de la lèpre. Deux ans après, le gouvernement promulgue la première loi de prévention contre la lèpre en 1907, et ouvre les cinq premiers sanatoriums en 1909.

#### Mouvement anti-lépreux
Dans les premiers temps des sanatoriums, seuls les vagabonds lépreux sont hospitalisés. Mais par la suite se développe l'opinion selon laquelle tous les lépreux doivent être pris en charge et toutes les préfectures « purifiées ». Au début des années 1930, ce sentiment est porté par un mouvement appelé Muraiken Undō, encouragé et financé par le gouvernement. Les lépreux sont alors de plus en plus stigmatisés. En 1940, 157 patients vivant près du Honmyō-ji à Kumamoto sont arrêtés et internés dans plusieurs léproseries. L'un d'entre eux reçoit des traitements injustes et finit condamné à la peine de mort.

#### Seconde Guerre mondiale et lèpre
Pendant la Seconde Guerre mondiale, la pénurie alimentaire dans les léproseries provoque la mort de nombreux patients touchés par la tuberculose, jusqu'à 20 % dans le pire établissement. À Okinawa, un quart des habitants de la léproserie meurent en l'espace d'une année. Dans le sanatorium Miyako Nanseien, le taux de mortalité dépasse les 40 % en 1945, principalement à cause de la malaria. Un taux de mortalité comparable est rapporté à l'hôpital métropolitain Matsuzawa de Tokyo.
À une échelle plus large, l'étude du taux de mortalité annuel dans dix sanatoriums nationaux montre bien les effets de la guerre sur les patients atteints de la lèpre. En 1945, le taux moyen de décès s'approche de 15 %. Dans les années suivant la fin de la guerre, il baisse rapidement : trois ans plus tard, il est déjà trois fois plus faible à 4,7 % et dans les années 1950, il se stabilise autour de 1,5 %.

### La loi de 1953 et la lutte des lépreux
En 1951, Kensuke Mitsuda déclare devant la chambre des conseillers que tous les patients atteints de la lèpre doivent être internés. Il réclame une politique de ségrégation, à laquelle les patients sont opposés. Certains d'entre eux vont jusqu'à entamer des grèves de la faim, mais en 1953 une loi passe dont le contenu ne change pratiquement rien par rapport à la loi répressive de 1931.

#### L'association nationale des patients des léproseries
Hiroshi Shima, Fujio Otani, Minoru Narita et Kunio Murakami sont parmi les premiers militants pour l'abolition de l'internement des lépreux. Plusieurs groupes de pression sont formés par des malades à la même période.

#### Procès
L'association nationale s'opposera au ministère des Affaires sociales pendant plusieurs décennies, en réclamant l'abrogation de la loi d'internement et l'indemnisation des victimes. L'abolition de l'internement n'est finalement obtenue qu'en 1996, date à laquelle il est jugé que la loi a été anticonstitutionnelle entre 1960 et 1996. En 1998, des anciens patients poursuivent en justice le gouvernement pour obtenir des excuses et une indemnisation. Ils obtiennent gain de cause en 2001.

## Dans la littérature
La nouvelle  Face au crâne (Taidokuro, 1890) de Kōda Rohan intègre un récit enchassé qui relate la vie d'une jeune femme atteinte de la maladie à une époque où l'on croyait à sa transmission par hérédité.
Le roman Les Délices de Tokyo de Durian Sukegawa évoque avec sensibilité le sort de certains malades.